# 张维柱
張維柱（英語：Joseph Zhang Wei-zhu；1945年—2022年12月19日；聖名：若瑟）是中國籍天主教主教。現任河南新鄉宗座監牧區宗座監牧（1992年-現任）。2021年，因拒絕加入中國天主教愛國會，被政府拘捕，關押至今音信全無。

## 生平
張維柱出生於1958年，在中國河南省。1985年，張維柱在25歲時晉鐸。
1992年，張維柱在34歲時由地下教會團體秘密晉牧，成為新鄉宗座監牧區宗座監牧，其後獲時任教宗若望保祿二世認可及任命。不過，他不獲得中國政府承認他的主教身份。
2021年5月21日，大批警員闖入了位於沙河橋一間用作修院的工廠，並帶走張維柱主教、10名神父和10名修生，指他們拒絕加入中國天主教愛國會及違反宗教條例。他被關押後，至今仍然音信全無。